# Combined Charging System
Combined Charging System (acrònim CCS) és un sistema de càrrega ràpida per a vehicles elèctrics que subministra corrent continu a alta tensió mitjançant un connector especial especificat en la norma SAE J1772 (IEC Tipus 1 o IEC Tipus 2). L'endoll CCS és una combinació d'un connector AC combinat amb un connector DC. Al consorci CharIN hi pertanyen fabricants d'automòbils com Volkswagen, General Motors, BMW, Daimler, Ford, FCA, Tesla i Hyundai. Exixteixen altres sistemes de la competència com CHAdeMO i Tesla Supercharger.

## Tipus de connectors CCS

### Tipus 1
A Amèrica del nord, el connector tipus 1 (norma SAE J1772) s'empra com a mètode de càrrega en corrent AC, però també van equipats amb una expansió de 2 pols de corrent DC.

### Tipus 2

Fig 1. Connector CCS tipus 2

Aquest tipus de connector és l'estàndard a Europa (norma IEC 62196). Vegeu figura 2.
| Paràmetre                      | Corrent AC                            | Corrent DC              |
| ------------------------------ | ------------------------------------- | ----------------------- |
| Tensió nominal                 | 480V                                  | 850V                    |
| Corrent màxim                  | 63A                                   | 125A                    |
| Protecció IP quan connectat    | mínim IP44                            | mínim IP44              |
| Protecció IP quan desconnectat | mínim IP 20 / IPXXB                   | mínim IP 20 / IPXXB     |
| Protecció IP en conducció      | mínim IP55                            | mínim IP55              |
| Normativa                      | IEC 62196-2 & IEC 62196-3 (esborrany) | IEC 62196-3 (esborrany) |

## Vehicles compatibles amb CCS
A data d'agost del 2017 :
| Tipus   | Fabricant | Model          |
| ------- | --------- | -------------- |
| 1 (EUA) | Chevrolet | Spark EV       |
| 1 (EUA) | Chevrolet | Bolt           |
| 1 (EUA) | Ford      | Focus E        |
| 1 (EUA) | Hyundai   | Ioniq electric |
| 2       | Hyundai   | Ioniq electric |
| 2       | Open      | Ampera-e       |
| 2       | BMW       | i3             |
| 2       | VW        | e-Golf         |
| 2       | VW        | e-Up           |